# La bendición del oficial del cielo
La bendición del Oficial del Cielo o Tian Guan Ci Fu (en chino simplificado, 天官赐福; pinyin, Tiān Guān Cì Fú), también conocido internacionalmente como Heaven Official's Blessing, es una novela china danmei de drama y fantasía. Fue escrita por Mo Xiang Tong Xiu (墨香铜臭), quien la publicó de forma serial desde el 16 de junio de 2017 hasta el 21 de junio de 2018 en la plataforma web JJWXC. Sin embargo, debido a las estrictas regulaciones del Partido Comunista Chino sobre las publicaciones en internet, en 2019 Tian Guan Ci Fu fue bloqueada, impidiendo el acceso a su contenido. 
En mayo de 2023 se publicó una nueva versión de la novela en chino simplificado, la cual presenta cambios significativos en la trama e incluye nuevo contenido. Esta versión se recogió en tres volúmenes de formato rústica. El 25 de marzo del 2024, Mo Xiang Tong Xiu actualizó la novela en JJWXC para reflejar la nueva versión, con ligeras diferencias del libro físico publicado en 2023. Con esto, la novela fue desbloqueada y puesta de nuevo a disposición de los lectores.
Por su gran popularidad, la novela se ha publicado en distintos idiomas. En español, Norma Editorial ha licenciado La bendición del Oficial del Cielo para su publicación en rústica y cartoné.

## Argumento
Xie Lian era el príncipe heredero del reino de Xian Le con un potencial infinito. Debido a sus numerosas virtudes, ascendió como un dios marcial a una edad muy temprana y consiguió miles de devotos. Sin embargo, tras una serie de eventos desafortunados, es desterrado de su puesto y enviado al mundo terrenal.
Ochocientos años después de su primera ascensión, Xie Lian asciende al cielo por tercera vez sin un solo creyente a su nombre. Por ello, debe trabajar en distintos casos para obtener méritos. Es entonces que se encuentra con un misterioso joven, quien resulta ser un poderoso rey fantasma llamado Hua Cheng.

## Personajes

### Principales

#### Xie Lian(谢怜)
Actor de voz (donghua): Jiang Guangtao (Temporada 1), Deng Youxi (Temporada 2); actor de voz (audiodrama): Su Shangqing
Es el protagonista de la historia. También se le conoce por su título celestial, Xian Le (仙乐, lit. «Deleite del cielo»). Era el príncipe heredero del reino de Xian Le. Ascendió a dios por primera vez a los 17 años. Sin embargo, al estallar un conflicto en su país a causa de una sequía, Xie Lian rompe las reglas de los dioses e interviene directamente, lo cual le cuesta su divinidad. Asciende como dios una segunda vez, pero es inmediatamente castigado y regresa a vagar por el mundo mortal. Al inicio de la novela asciende por tercera ocasión, esta vez como un dios que recolecta basura, lo cual lo convierte en el hazmerreír de los cielos. La hazaña que realizó durante la procesión del Festival Shangyuan forma parte de los cuatro famosos cuentos, donde se le conoce como «El príncipe que complació a dios».

#### Hua Cheng(花城)
Actor de voz (donghua): Ma Zhengyang; actor de voz (audiodrama): Chengzhang Taikang
Es el deuteragonista de la historia y el interés romántico. Hua Cheng, conocido también por su título de calamidad, Lluvia Carmesí que Busca una Flor (血雨探花, Xuè Yǔ Tàn Huā), es un fantasma de nivel supremo que acompaña a Xie Lian durante los distintos casos que investiga. Hua Cheng obtuvo fama después de haber retado a 33 dioses en competencias físicas e intelectuales, las cuales ganó. También es el actual dueño de la Ciudad Fantasma.
En un inicio, se presenta con una apariencia más joven y se hace llamar San Lang (三郎). Después revela su verdadera forma. Al avanzar la novela, se descubre que Hua Cheng había sido salvado por Xie Lian cuando era un niño mortal y desde entonces, se volvió su ferviente creyente.

### Corte celestial

#### Feng Xin(风信)
Actor de voz (donghua): Wen Sen; actor de voz (audiodrama): Guo Haoran
Es el Dios Marcial del Sureste. También conocido por su título celestial, Nan Yang (南陽, lit. «Sol del sur»). Por un tiempo se le conoció por el título de Ju Yang (俱陽, lit. «Sol perfecto»), pero debido a una equivocación, sus creyentes empezaron a escribir Ju Yang con otros caracteres (巨陽, lit. «Tremenda Masculinidad»), lo cual le otorgó un significado obsceno. Es por ello que Feng Xin detesta este título.
Fue asistente de Xie Lian en su juventud. Cuando Xie Lian ascendió, Feng Xin fue designado como general de su palacio. Sostiene una fuerte rivalidad con Mu Qing, la cual afecta incluso a sus creyentes. Feng Xin es diestro con el arco. En distintas ocasiones, demuestra incomodidad con las mujeres.

#### Mu Qing(慕情)
Actor de voz (donghua): Hu Liangwei; actor de voz (audiodrama): Liu Sicen
Es el Dios Marcial del Suroeste. También conocido por su título celestial Xuan Zhen (玄真, lit. «Verdad enigmática»). Fue sirviente de Xie Lian en su juventud y cuando Xie Lian ascendió, fue designado como general adjunto de su palacio. Su arma preferida es la cimitarra. Aunque puede parecer frío y rencoroso, Xie Lian expresa que es una persona justa que no usa métodos deshonestos.

#### Jun Wu(君吾)
Actor de voz (donghua): Baomu Zhongyang; actor de voz (audiodrama): Chen Hao
Es el emperador del reino celestial y el dios con el mayor número de seguidores. Se le conoce por su título celestial Shenwu (神武, lit. «Fuerza divina»). Tiene un notable favoritismo por Xie Lian y funge como un guía para él. Jun Wu estableció la nueva corte celestial después de un cataclismo desconocido.

#### Shi Qingxuan(师青玄)
Actores de voz (donghua): Qiu Qiu (mujer), Lu Zhixing (hombre); actores de voz (audiodrama) Xu Jianqi (mujer), Qian Wenqing (hombre)
Es un dios elemental. Su título celestial es el Maestro del Viento (风师, Fēng Shī). Su historia de ascensión es uno de los cuatro famosos cuentos, donde se le conoce como «El joven lord que derramó vino». Es el hermano menor de Shi Wudu. En ocasiones adopta una forma femenina, ya que en sus templos lo veneran como la Diosa del Viento. Shi Qingxuan explica que por ello, tiene más poder espiritual cuando se presenta como mujer.

#### Ling Wen(灵文)
Actriz de voz (donghua): Huang Ying; actriz de voz (audiodrama): Ji Guanlin
Es una diosa civil. Ling Wen es su título celestial. A diferencia de otros personajes, su nombre real, Nangong Jie (南宫杰), es mencionado en pocas ocasiones. Su palacio tiene mala fama de ser incapaz, sin embargo se encarga de un gran número de asuntos en la corte celestial. Por ello, se le ve agotada en muchas de sus apariciones. A veces se presenta con una forma masculina, ya que en sus templos se le venera como hombre.

#### Lang Qianqiu(郎千秋S)
Actor de voz (donghua): Jiang Zihan; actor de voz (audiodrama): Li Xin
Es el Dios Marcial del Este, conocido también por su título celestial, Tai Hua (泰华, lit. «Paz magnífica»). Como mortal, fue el príncipe heredero de Yong'an. Lang Qianqiu es un joven recto que ejerce la justicia de primera mano. Tras la tragedia del banquete dorado, Lang Qianqiu castigó al presunto responsable, el preceptor Fangxin, al clavarlo vivo en una tumba.

## Medios

### Donghua
Una adaptación de la historia a donghua fue lanzada simultáneamente en Bilibili y Funimation el 31 de octubre de 2020. Esta primera temporada consistió de 11 episodios. Un episodio especial se lanzó el 16 de febrero de 2021.
Netflix añadió la serie a su catálogo a partir del 9 de abril de 2021 con subtítulos en diferentes idiomas.Tres años después, el 9 de abril de 2024, Netflix retiró la serie de su catálogo.
Funimation realizó un doblaje en inglés para el donghua que está disponible desde el 12 de noviembre de 2021. 
La segunda temporada se estrenó el 18 de octubre de 2023 en Bilibili Internacional y Crunchyroll. Esta temporada contó con 12 episodios. Mientras Bilibili llevó Tian Guan Ci Fu a la región sureste de Asia, Crunchyroll licenció la serie para América, Europa, África, Oceanía, Medio Oriente y la CEI.
El tema de apertura de la primera temporada es «Wu Bie» (无别, lit. «Sin separación») interpretada por Jeff Chang. El tema de salida es «Bu San» (不散, lit. «Sin dispersarse») interpretada por Isabelle Huang. Para la segunda temporada, el tema de entrada es «Lian Cheng Ci» (怜城辞, lit. «La balada de Lian y Cheng»)interpretada por Luhan y el tema de salida es «Guiyu Chen» (归于尘, lit. «Volver al polvo») interpretada por Tan Jing.

### Manhua
Un manhua basado en la novela se publica en el sitio de Bilibili Comics desde el 5 de octubre de 2019. Está ilustrado por la artista STARember y es producido por Bai Meng She.
En 2021, Bilibili Comics abrió un sitio web internacional, donde La bendición del oficial del cielo se tradujo al inglés, español y francés de forma periódica. Sin embargo, el 29 de febrero de 2024, la página internacional cerró operaciones tras un cambio en la estrategia de la compañía. Por ello, el manhua traducido ya no está disponible en línea.
El 29 de noviembre de 2023, Planeta Cómic anunció que obtuvo la licencia para publicar la versión física del manhua en español.
Para celebrar el primer aniversario del manhua, se realizó una canción titulada «Tiao Tiao Gong Ci Sheng» (迢迢共此生, lit. «Esta interminable vida juntos») interpretada por Smile_XiaoQian y Xiao Yiqing.

### Audiodrama
En 2022 se anunció la adaptación de Tian Guan Ci Fu a audiodrama. Este se basa en una nueva versión de la novela. El audiodrama se estrenó el 12 de julio de 2022 en la plataforma Missevan. Estaba programado para publicarse semanalmente. Sin embargo, tras la publicación del primer episodio, la producción anunció que tendría que suspender el proyecto indefinidamente por problemas técnicos. Posteriormente, el episodio 1 fue eliminado de la plataforma.
El 22 de agosto de 2023 se reinició el proyecto con el lanzamiento de los episodios 1 y 2. Después, los episodios del 3 al 9 se estrenaron diariamente. A partir del episodio 10, se publicaron dos episodios semanalmente, hasta concluir la primera temporada el 29 de septiembre de 2023, con los episodios 18 y 19.
La segunda temporada de este audiodrama se estrenó el 26 de mayo de 2024 con los primeros dos episodios y concluyó el 13 de septiembre de 2024 con un total de 19 episodios.El comienzo de la tercera temporada está programada para el 21 de marzo del 2025.
Se compuso un tema musical para cada temporada. El tema de la primera temporada es «Ci Wo» (赐我, lit. «Dame») interpretada por Xiao Shi Gu Niang. El tema de la segunda temporada es «Bu Wu» (不悟, lit. «No iluminado») interpretado por Zhang Endai. Para la segunda parte de la segunda temporada, se utilizó un nuevo tema musical titulado «Gu» (辜, lit. «Culpable») interpretado por Wu Mian Xiaosheng.

### Serie de imagen real
La realización de una serie de imagen real titulada Eternal Faith (Chino:吉星高照) fue anunciada en 2020. Esta adaptación es coproducida por iQiyi, Huace Croton y Syndication TV & Film.
El director encargado de la serie es Chan Kam Lam. Es conocido por haber dirigido The Untamed, serie que se basa en Mo Dao Zu Shi, novela previa de Mo Xiang Tong Xiu.
La filmación comenzó en julio de 2021 y concluyó en enero de 2022. Aún no hay fecha de estreno confirmada.